# 冠軍級油輪
冠軍級油輪是一款服役於美國海軍的油輪，主要任務為運輸柴油、汽油以及JP5級航空煤油。

## 發展
冠軍級油輪由美國造船公司於1985年建成，並交貨給休士頓的海洋產品油輪公司（英語：Ocean Product Tankers）後，再租賃給美國軍事海運司令部。與其餘油輪不同，冠軍級油輪是一款破冰型油輪，能航行於極地海域，因此冠軍級油輪在服役後主要的任務為向南極的科研基地以及位於格陵蘭的皮圖菲克太空基地運輸各類油料物資，同時也會在冬季時為阿拉斯加的偏遠城市運輸油料。根據可查資料，冠軍級油輪曾參與過沙漠盾牌行動、沙漠風暴行動以及伊拉克戰爭，在戰爭期間為駐外軍隊進行油料補給。而在美軍服役30餘年後，冠軍級油輪最終於2019年光榮退役。
與大部分美軍艦船的命名系統不同，該級的首艦與該級的名稱並不相同，而該級的艦名全都以商船杰出服务勋章的榮獲者為名。

## 同級艦
| 艦名              | 舷號       | 造船廠       | 下水 | 服役       | 退役       | 結局                |
| ----------------- | ---------- | ------------ | ---- | ---------- | ---------- | ------------------- |
| 格斯·W·達內爾號   | AOT-1121   | 美國造船公司 | 1985 | 1985       | 2010       | 報廢拆解            |
| 保羅·巴克號       | T-AOT-1122 | 美國造船公司 | 1985 | 1985-07-07 | 2010-06-30 | 於2024年2月24日拆解 |
| 塞缪尔·L·科布號   | T-AOT-1123 | 美國造船公司 | 1985 | 1985       | 2010-10-30 | 於2024年2月9日拆解  |
| 理查德·G·馬西森號 | T-AOT-1124 | 美國造船公司 | 1985 | 1986-02-18 | 2011-03-11 | 歸還給美國海事局    |
| 劳伦斯·H·贾内拉號 | T-AOT-1125 | 美國造船公司 | 1985 | 1986-04-22 | 2019-05-23 | 於2024年4月26日拆解 |

## 補充
1. ↑  公司為美國海軍進行日常維護與管理
2. ↑  致敬美國的商船船長格斯·沃伦·达内尔(英語：Gus Warren Darnell)，[4]達內爾的商船卡多尼亞號(英語：Cardonia)於1942年3月7日在古巴外海遭U-126（英语：German submarine U-126 (1940)）擊沉並犧牲而獲頒商船杰出服务勋章（英语：Merchant Marine Distinguished Service Medal）[5]
3. ↑  致敬自由輪史蒂芬·霍普金斯號（英语：SS Stephen Hopkins）的船長保羅·巴克(英語：Paul Buck)，史蒂芬·霍普金斯號於1942年9月27日在蘇利南殖民地外海遭遇納粹海軍的輔助巡洋艦金牛宮號（英语：German auxiliary cruiser Stier）攻擊，並在沈沒前進行還擊並與對方同歸於盡，而保羅·巴克也在此場戰役中犧牲。保羅·巴克隨後獲頒商船杰出服务勋章（英语：Merchant Marine Distinguished Service Medal），而其率領的史蒂芬·霍普金斯號也成為唯一一艘擊沉敵國水面艦艇的自由輪[6]
4. ↑  致敬铝业向导號(英語：SS Alcoa Guide)的船長塞缪尔·L·科布(英語：Samuel L. Cobb)，铝业向导號於1942年4月16日遭受U艇襲擊而沈沒，而重傷的科布先是嘗試撞擊U艇，並在犧牲前將所有海軍文件裝進重力袋中並沈入大海以防洩漏機密，並最終伴隨铝业向导號一同沈入大海犧牲。塞缪尔·L·科布最終獲頒商船杰出服务勋章（英语：Merchant Marine Distinguished Service Medal）
5. ↑  致敬服役於自由輪馬庫斯·戴利號（英语：SS Marcus Daly）上的水手理查德·G·馬西森(英語：Richard G. Matthiesen)，馬庫斯·戴利號於1944年12月10日在菲律賓雷伊泰島時遭受日軍神風特攻偷襲，[8]馬西森在該襲擊中犧牲並榮獲商船杰出服务勋章（英语：Merchant Marine Distinguished Service Medal）
6. ↑  致敬美國商船普鲁萨号上的无线电操作员劳伦斯·H·贾内拉(英語：Lawrence H. Gianella)，普鲁萨号於1941年12月19日在太平洋中央遭受伊號第172號潛艇（英语：Japanese submarine I-72）襲擊並沉沒[9]，而贾内拉為確保求救訊號成功發送，因此在船上嘗試發送無線電直至最後一刻，並伴隨普鲁萨号葬身海底。因為贾内拉的犧牲，該船的其他船員最終成功獲救，而贾内拉的犧牲也促使商船杰出服务勋章（英语：Merchant Marine Distinguished Service Medal）的出現，並於2年後成為首批獲頒該勳章的船員[1][10]

## 外部連結
- http://www.usmm.org/heroes.html
- Photo gallery at navsource.org
- Tanker USNS Paul Buck at the Ice Pier at scottafar.com
- USNS Paul Buck Delivers to McMurdo at Seafarers International Union
- Marinetraffic stats page
- JAQUELYN E PETERSON blog
- Samuel L Cobb Award page

- USNS Lawrence H. Gianella (T-AOT 1125) entry at Military Sealift Command Ship Inventory
- US Navy Fact File on Transport Tankers - T-AOT